# جلگه چوی
جلگه چوی (به لاتین: Чүй өрөөнү، چۉي ۅرۅۅنۉ) یک جلگه در قرقیزستان است که در استان چوئی واقع شده‌است.